# Université Gakushūin
L'université Gakushūin (学習院大学, Gakushūin daigaku) est une université privée japonaise, située dans le quartier de Mejiro de l'arrondissement de Toshima à Tokyo. Elle dépend de la compagnie d'enseignement scolaire du même nom.

## Composantes
- Faculté de droit
- Faculté de sciences économiques
- Faculté de lettres
- Faculté de sciences
- Faculté de communauté internationale